# Dusmadiores
Dusmadiores is een geslacht van spinnen uit de familie mierenjagers (Zodariidae).

## Soorten
Het geslacht kent de volgende soorten:
- Dusmadiores doubeni Jocqué, 1987
- Dusmadiores katelijnae Jocqué, 1987
- Dusmadiores robanja Jocqué, 1987